# Condado de Bonneville
O Condado de Bonneville (em inglês:  Bonneville County) é um dos 44 condados do estado americano do Idaho. A sede e maior cidade do condado é Idaho Falls. Foi fundado em 7 de fevereiro de 1911 e recebeu o seu nome em homenagem a Benjamin Louis Eulalie de Bonneville, explorador francês do oeste americano.
O condado possui uma área de 4 923 km², dos quais 4 833 km² estão cobertos por terra e 89 km² por água, uma população de 104 234 habitantes, e uma densidade populacional de 21,6 hab/km² (segundo o censo nacional de 2010). É o quarto condado mais populoso do Idaho.